# Jack Jefferys
Jack Jefferys, né le 21 août 1896 à Ixelles (Belgique) et mort le 2 mars 1961 à Rixensart, est un sculpteur, céramiste et artiste peintre belge.
Il est fils de Marcel Jefferys.